# Prawo Curie-Weissa
Prawo Curie-Weissa – prawo określające zależność podatności magnetycznej ferromagnetyków lub podatności elektrycznej ferroelektryków od temperatury w temperaturze powyżej temperatury Curie, gdy ferromagnetyk (ferroelektryk) staje się paramagnetykiem (paraelektrykiem).

## Postać ilościowa
Bardzo silna podatność magnetyczna ferromagnetyków zanika powyżej pewnej temperatury krytycznej zwanej temperaturą Curie. Powyżej tej temperatury ferromagnetyki stają się paramagnetykami, a ich podatność magnetyczna jest opisana wzorem:
{\displaystyle \chi _{\mathrm {m} }={\frac {C}{T-T_{\mathrm {C} }}},}
gdzie:
{\displaystyle C} – stała Curie-Weissa,
{\displaystyle T} – temperatura,
{\displaystyle T_{\mathrm {C} }} – temperatura Curie.
Dla wysokich temperatur {\displaystyle (T\gg T_{\mathrm {C} })} prawo Curie-Weissa przechodzi asymptotycznie w prawo Curie. Wynika stąd, że dla paramagnetyków o bardzo niskiej temperaturze Curie, w temperaturze pokojowej stosuje się prawo Curie.